# بيتر كوتريل
بيتر كوتريل (بالإنجليزية: Angus Cottrell)‏ هو لاعب اتحاد الرغبي أسترالي، ولد في 20 نوفمبر 1989 في بريزبان في أستراليا.

## وصلات خارجية
- بيتر كوتريل على موقع ItsRugby.co.uk (الإنجليزية)